# Championnat du Danemark masculin de handball 2009-2010
 (juillet 2022).
Si vous disposez d'ouvrages ou d'articles de référence ou si vous connaissez des sites web de qualité traitant du thème abordé ici, merci de compléter l'article en donnant les références utiles à sa vérifiabilité et en les liant à la section « Notes et références ».
Navigation
Saison 2008-2009 Saison 2010-2011
Le championnat du Danemark masculin de handball 2009-2010 est la 74e édition de la compétition.